# NGC 5018
NGC 5018 est une vaste galaxie elliptique située dans la constellation de la Vierge. Sa vitesse par rapport au fond diffus cosmologique est de 3 131 ± 22 km/s, ce qui correspond à une distance de Hubble de 46,2 ± 3,3 Mpc (∼151 millions d'al). NGC 5018 a été découverte par l'astronome germano-britannique William Herschel en 1788.

NGC 5018 par l'ESO

NGC 5018 présente une large raie HI.
À ce jour, deux douzaines de mesures non basées sur le décalage vers le rouge (redshift) donnent une distance de 35,225 ± 9,499 Mpc (∼115 millions d'al), ce qui est à l'intérieur des valeurs de la distance de Hubble. Notons cependant que c'est avec la valeur moyenne des mesures indépendantes, lorsqu'elles existent, que la base de données NASA/IPAC calcule le diamètre d'une galaxie et qu'en conséquence le diamètre de NGC 5018 pourrait être d'environ 80,6 kpc (∼263 000 al) si on utilisait la distance de Hubble pour le calculer.

## Supernova
La supernova SN 2002dj a été découverte le 12 mai 2002 dans NGC 5018 par D. Hutchings et W. D. Li de l'université de Californie à Berkeley dans le cadre du programme LOTOSS de l'observatoire Lick. Cette supernova était de type Ia.

## Groupe de NGC 5018

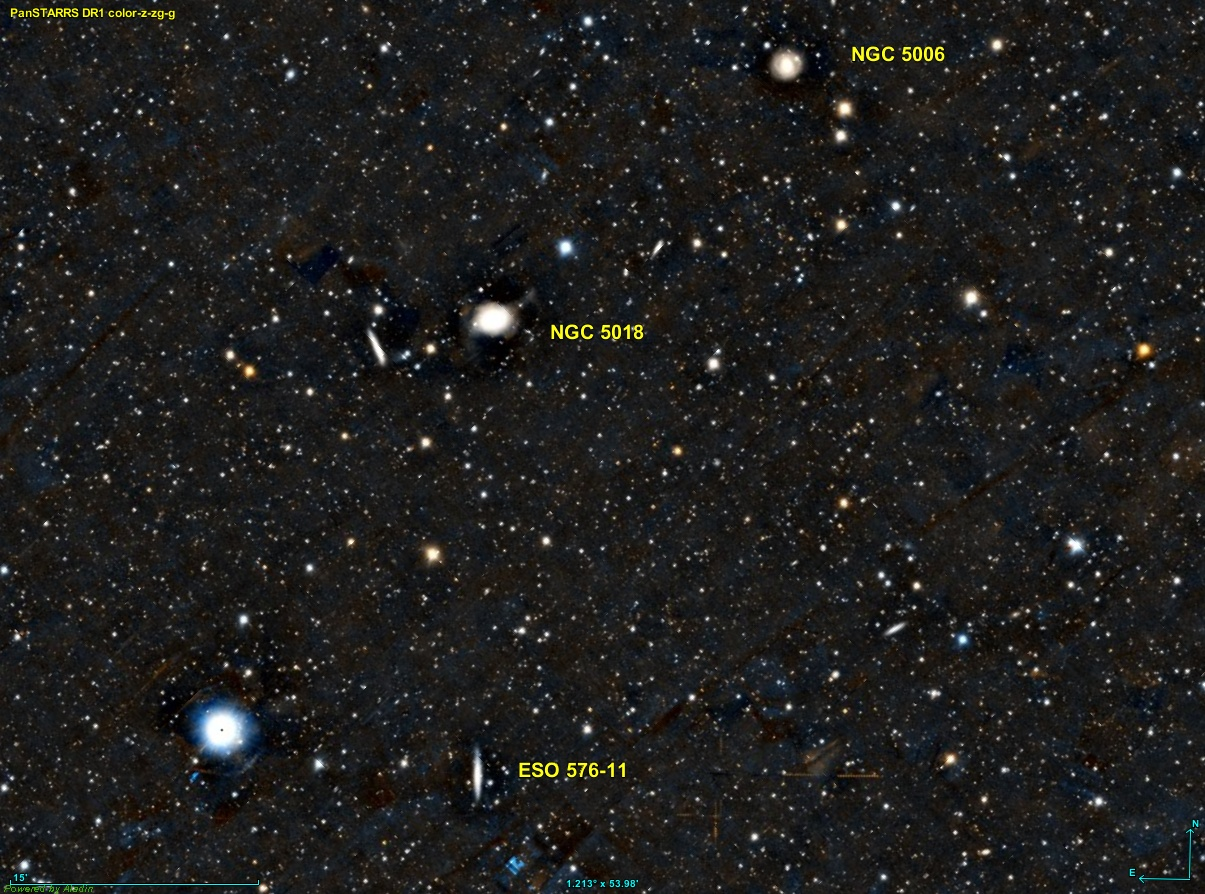
Le trio de galaxie NGC 5006, NGC 5018 et ESO 576-11.

Selon A.M. Garcia, NGC 5018 est la principale  galaxie d'un trio qui porte son nom. groupe de NGC 5018. Les deux autres galaxies du trio sont NGC 5006 et ESO-576-11.